# Aldabrachelys gigantea hololissa
La tortuga gigante de Seychelles (Aldabrachelys gigantea hololissa), también conocida como la tortuga gigante con cúpula de Seychelles, es una subespecie de tortuga del género Aldabrachelys.
Habitaba en las grandes islas graníticas centrales de las Seychelles, pero fue cazado en gran número por marineros europeos. Alrededor de 1840 se presumía que estaba extinta, junto con la tortuga gigante de Arnold, una subespecie que compartía las mismas islas.
Recientemente fue redescubierto. Actualmente, existen un poco más de cien tortugas. Muchos se habían restablecido en estado salvaje en islas boscosas como Silhouette, pero fueron desalojados en 2011 por Seychelles Islands Development Company.

## Descripción
Las tres subespecies de tortuga gigante de Seychelles se pueden distinguir en función de la forma del caparazón , sin embargo, muchos animales cautivos pueden tener caparazones distorsionados y, por lo tanto, pueden ser difíciles de identificar.
La tortuga gigante de Seychelles (A. g. Hololissa) es ancha, aplanada en el dorso y con escudos elevados ; suele ser de un color gris pardusco. En comparación, la verdadera tortuga gigante de Aldabra (A. g. Gigantea) es una subespecie de cúpula redondeada de color negro.

## Esperanza de vida
Las tortugas gigantes se encuentran entre los animales más longevos del planeta. Se cree que algunas tortugas gigantes de Aldabra individuales tienen más de 200 años de edad, pero esto es difícil de verificar porque tienden a sobrevivir a sus observadores humanos. 
Adwaita fue supuestamente una de las cuatro traídos por marineros británicos de las islas Seychelles como obsequio a Robert Clive de la Compañía Británica de las Indias Orientales en el siglo XVIII, y llegó al zoológico de Calcuta en 1875. A su muerte en marzo de 2006 en Kolkata (antes Calcuta) Zoológico de la India, Adwaita tiene fama de haber alcanzado la esperanza de vida más larga jamás medida, 255 años (año de nacimiento 1750).

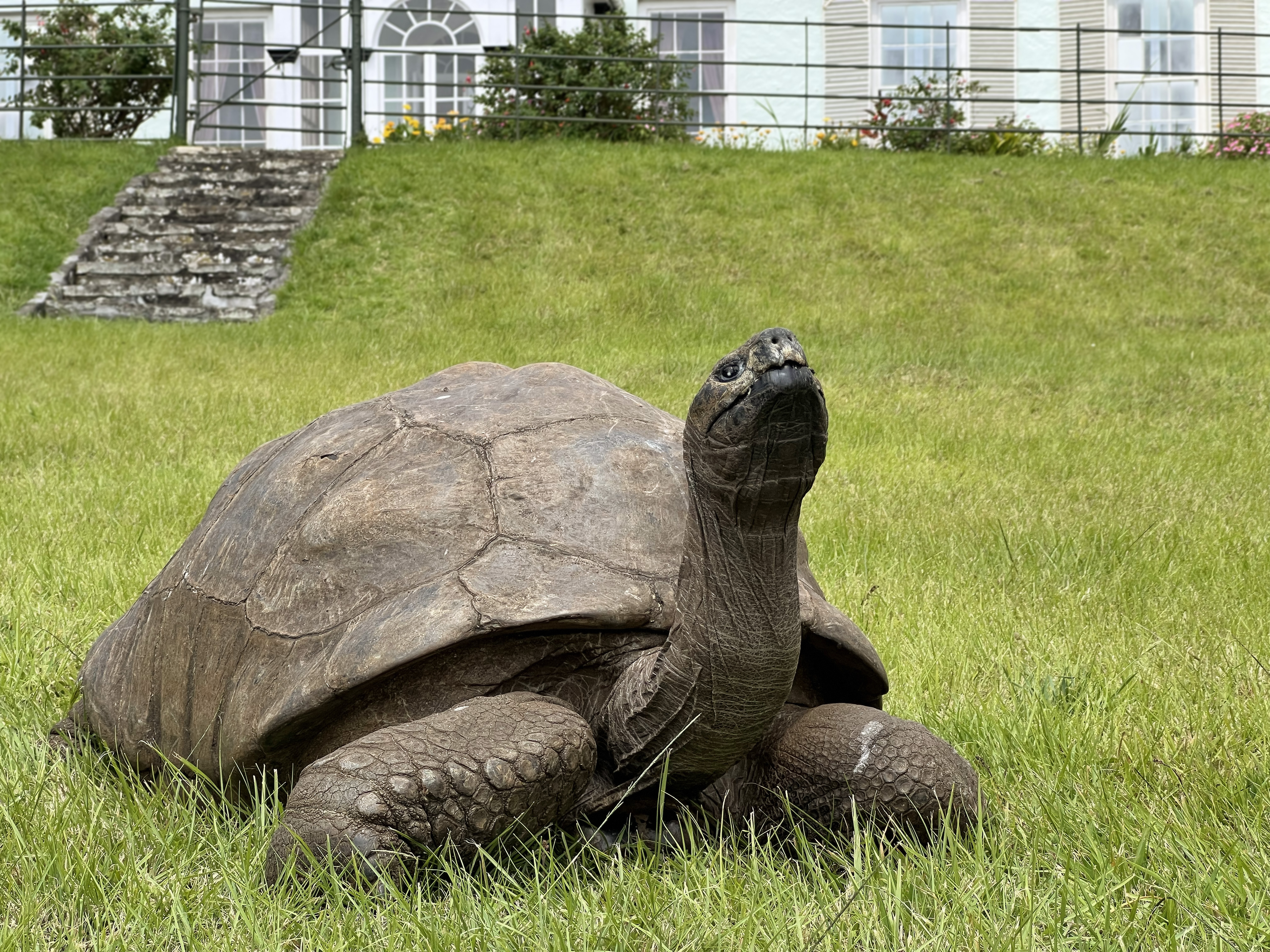
Jonathan, en el césped de Plantation House en la isla de Santa Helena, que posee el Guinness World Records, por ser animal terrestre vivo más longevo del mundo.

Se cree que Jonathan, la tortuga gigante de las Seychelles que vive en Santa Helena, es el animal terrestre vivo más antiguo de la Tierra. Ya que en 1982 cuando el ejemplar fue trasladado de la Seychelles a la isla de Santa Helena, ya era completamente adulto. En base a eso, y estimando su edad de forma conservadora, se considera que en ese momento contaba con al menos 50 años, dando esto la presunción de que nació aproximadamente en el año 1932. Por ese motivo es que desde la muerte en 2006 de una tortuga gigante de Galápagos de 176 años llamada Harriet, que vivía en el zoológico de Australia, Jonathan es considerado el animal terrestre vivo más longevo del planeta.Al celebrar sus 190 años en el 2022 obtuvo su título oficial de Guiness World Records por convertirse en el quelonio más antiguo, una categoría que engloba a todas las tortugas terrestres y de agua dulce.
En segundo lugar detrás de Jonathan está Esmeralda, de 177 años. Esmeralda es una tortuga gigante de Aldabra que vive en las Islas Galápagos. Hay un informe de que el explorador francés Chevalier Marc-Joseph Marion du Fresne mantuvo una tortuga en la guarnición. La criatura vivió en el fuerte durante 118 años. Murió en 1918 cuando se quedó ciego y accidentalmente cayó desde lo alto de una torreta de armas.

## Extinción y redescubrimiento
Originalmente, varias subespecies diferentes de tortuga gigante habitaban las Seychelles. Grandes y lentas, las tortugas supuestamente eran amistosas, con poco miedo al hombre. Los marineros, que las utilizaban como alimento en los barcos, y colonos masacraron a miles y rápidamente llevaron a la mayoría de las poblaciones a la extinción.
Aunque generalmente se asume que la tortuga gigante de Aldabra fue la única que sobrevivió a la sobreexplotación en las Seychelles, en ocasiones, más recientemente en 1995, se sugirió que algunas tortugas de las islas graníticas de las Seychelles sobrevivieron en cautiverio.
El informe de tortugas cautivas de formas extrañas llevó al Nature Protection Trust de Seychelles a examinar la identidad de las tortugas vivas. El examen de especímenes de museo de la subespecie 'extinta' de Seychelles por el Dr. Justin Gerlach y Laura Canning confirmó que algunas tortugas vivas exhibían características de la subespecie supuestamente extinta. Los artículos científicos publicados sobre la genética de las Seychelles y las tortugas del Océano Índico proporcionan resultados contradictorios. Algunos estudios sugieren que solo una especie (con múltiples variantes) estuvo presente en las islas, mientras que otros sugieren tres especies distintas, pero estrechamente relacionadas. Estos diferentes puntos de vista se derivan de estudios de diferentes genes.